# Bistica
Bistica là một chi bướm đêm thuộc họ Noctuidae.

## Các loài
- Bistica noela (Druce, 1892)